# Дитятева, Людмила Фёдоровна
Людмила Фёдоровна Дитятева (1899, Киев — 20 июня 1937, Москва) — Первая женщина директор московской ТЭЦ, жена советского государственного деятеля Георгия Леонидовича Пятакова.

## Биография
Родилась в 1899 году в г. Киеве. Украинка. Окончила Московское высшее техническое училище. Член ВКП(б) с 1919 года. 11 июня 1936 года назначена директором Краснопресненской ТЭЦ. Была первой женщиной директором московской ТЭЦ. В Москве проживала в 5-м Доме Советов. Арестована 27 июля 1936 по обвинению в «участии в контрреволюционной террористической организации». Внесена в Сталинские расстрельные списки «Москва-центр» от 27.2.1937 г. и 14.6.1937 г. по 1-й категории («за» Сталин, Молотов, Ворошилов). Осуждена к ВМН Военной коллегией Верховного суда СССР 19 июня 1937 г. Расстреляна 20 июня 1937 года. Место захоронения — неизвестная могила Донского кладбища. Реабилитирована посмертно 11.6.1991 г. Прокуратурой СССР.

## Семья
- Муж — Георгий Леонидович Пятаков (1890—1937), советский партийный, хозяйственный и государственный деятель. Активный участник революции и гражданской войны. Первый руководитель коммунистической партии Украинской ССР. Арестована 12 сентября 1936 по по делу «Параллельного антисоветского троцкистского центра». Осуждена к ВМН ВКВС СССР 30 января 1937 г. Расстрелян 1 февраля 1937 года. Реабилитирован посмертно в 1988 году.
- Дочь — Рада (1923—1942) — после ареста родителей содержалась в Княгининском детдоме системы НКВД, затем училась в Ленинграде. Умерла во время блокады.
- Сын — Юрий (1929—?) — после ареста родителей содержался в Княгининском детдоме системы НКВД, дальнейшая судьба неизвестна.